# Rodolfo Oroz
Rodolfo Oroz Sheibe (Santiago do Chile, 8 de julho de 1895 — Santiago do Chile, 13 de abril de 1997) foi um escritor, professor e filólogo chileno.

## Biografia
Estudou pedagogia na Universidade de Leipzig, na Alemanha, onde se titulou em 1920. Posteriormente regressou ao Chile para exercer a função de professor de latim, inglês, gramática e linguística.
Entre 1933 e 1944 foi diretor do Instituto Pedagógico de Santiago e, em 1944, fundou o Instituto de Filologia do Chile. Foi presidente da Academia Chilena da Língua.

## Obras
Entre suas obras estão:
- Antología latina,
- Prefijios y seudofijos en el español de Chile,
- Los chilenismos de José Martí,
- Diccionario de la lengua castellana
- Gramática latina, um manual com quase 500 páginas.

## Prêmios
Rodolfo Oroz ganhou o Prêmio Nacional de Literatura do Chile em 1978.